# Candalides canescans
Candalides canescans är en fjärilsart som beskrevs av Misk. Candalides canescans ingår i släktet Candalides och familjen juvelvingar. Inga underarter finns listade i Catalogue of Life.